# Christian Kirk
Pour les articles homonymes, voir Kirk.
(en) Statistiques sur pro-football-reference
Christian Davon Kirk, né le 18 novembre 1996 à Scottsdale, est un joueur américain de football américain. Il joue wide receiver en National Football League (NFL).

## Biographie

### Carrière universitaire
Étudiant à l'université A&M du Texas, il a joué pour l'équipe des Aggies de 2015 à 2017.

### Carrière professionnelle
Il est sélectionné par les Cardinals de l'Arizona au deuxième tour, en 47e position, lors de la draft 2018 de la NFL. Il est le cinquième wide receiver sélectionné durant cette draft après D. J. Moore, Calvin Ridley, Courtland Sutton et Dante Pettis.
Devenu agent libre le 16 mars 2022, il signe un contrat de 4 ans pour un montant de 72 millions de dollars avec les Jaguars de Jacksonville.

## Statistiques
| Année              | Équipe                 | MJ                 |     | Passes réceptionnées | Passes réceptionnées | Passes réceptionnées | Passes réceptionnées |       | Courses | Courses | Courses | Courses |
| Année              | Équipe                 | MJ                 | Nb. | Yards                | Moy.                 | TD                   | Nb.                  | Yards | Moy.    | TD      |         |         |
| 2018               | Cardinals de l'Arizona | 12                 | 43  | 590                  | 13,7                 | 3                    | 3                    | 35    | 11,7    | 0       |         |         |
| 2019               | Cardinals de l'Arizona | 13                 | 68  | 709                  | 10,4                 | 3                    | 10                   | 93    | 9,3     | 0       |         |         |
| 2020               | Cardinals de l'Arizona | 14                 | 48  | 621                  | 12,9                 | 6                    | 2                    | 3     | 1,5     | 0       |         |         |
| 2021               | Cardinals de l'Arizona | 17                 | 77  | 982                  | 12,8                 | 5                    | 1                    | 11    | 11      | 0       |         |         |
| Totaux en carrière | Totaux en carrière     | Totaux en carrière | 236 | 2 902                | 12,3                 | 17                   | 16                   | 142   | 8,9     | 0       |         |         |